# Centipede Hz
Centipede Hz je deváté studiové album americké hudební skupiny Animal Collective. Vydáno bylo v září 2012 společností Domino Records. Na rozdíl od předchozího alba Merriweather Post Pavilion (2009), na němž chyběl Josh Dibb (Deakin), se na tomto albu opět podíleli všichni čtyři členové kapely. Na obalu alba se podílel David Portner (Avey Tare), jeden z členů skupiny, stejně jako jeho sestra Abigail Portner a výtvarník Rob Carmichael.

## Seznam skladeb
Autory všech skladeb jsou členové skupiny Animal Collective.
1. „Moonjock“ – 5:04
2. „Today's Supernatural“ – 4:18
3. „Rosie Oh“ – 2:57
4. „Applesauce“ – 5:34
5. „Wide Eyed“ – 5:00
6. „Father Time“ – 4:35
7. „New Town Burnout“ – 6:01
8. „Monkey Riches“ – 6:46
9. „Mercury Man“ – 4:18
10. „Pulleys“ – 3:31
11. „Amanita“ – 5:39

## Obsazení
Animal Collective
- David Portner (Avey Tare) – zpěv, syntezátory, klavír, kytara, sampler, sekvencer, perkuse
- Noah Lennox (Panda Bear) – zpěv, bicí, sampler, perkuse
- Josh Dibb (Deakin) – zpěv, barytonová kytara, sampler, perkuse
- Brian Weitz (Geologist) – sampler, syntezátory, klavír, perkuse

Ostatní hudebníci
- Dave Scher – kytara, melodika
- Riverside Middle School Choir – zpěv